# 제14회 서울국제사랑영화제
제14회 서울국제사랑영화제는 2017년 4월 20일에 열린 시상식이다.

## 수상 및 후보

### 기독영화인상
- 제자도 - 제자 옥한흠 2 - 김상철 수상

### 사전제작지원작
- 그 언덕을 지나는 시간 - 방성준 수상

### 아가페 초이스
- 파라다이스 - 안드레이 콘찰로프스키
- 마이 히어로 브라더 - 요나탄 니르
- 다크 포춘 - 스테판 하웁
- 제프리 - 야닐리스 페레즈
- 광야의 40일 - 로드리고 가르시아
- 루 살로메 - 코르둘라 카블리츠-포스트

### 미션 초이스
- 언브라이들 - 존 데이빗 웨어
- 파파 오랑후탄 - 이성관
- 아이엠호프맨 - 나현태

### 스페셜1. 아시아 아가페 영화의 재발견
- 쌀 일곱 푸대 - 마리셀 카리아가
- 미스터 노 프라블럼 - 메이 펭
- 고잉 더 디스턴스 - 유지로 하루모토
- 딸 - 레자 미르카리미
- 어나더 타임 - 나히드 하산자데
- 콜드 오브 카란다르 - 무스타파 카라
- 투라 - 위칵소노 위스누 레고오
- 더 테너 리리코 스핀토 - 김상만
- 내 차례 - 김나경
- 장롱면허 - 박근범

### 스페셜2. 종교개혁 500주년 특별전
- 볼드 피스 - 메튜 에디
- 더 아일랜드 오브 몽크 - 안네 크리스틴 지라르도
- 루터 - 에릭 틸

### 스페셜3. 다르덴 특별전
- 프로메제 - 장 피에르 다르덴 외 1명
- 로제타 - 장 피에르 다르덴 외 1명
- 아들 - 장 피에르 다르덴 외 1명